# Asychis amphiglyptus
Asychis amphiglyptus är en ringmaskart som först beskrevs av Ehlers 1897.  Asychis amphiglyptus ingår i släktet Asychis och familjen Maldanidae.
Artens utbredningsområde är havet kring Nya Zeeland. Inga underarter finns listade i Catalogue of Life.